# Epyx Fast Load

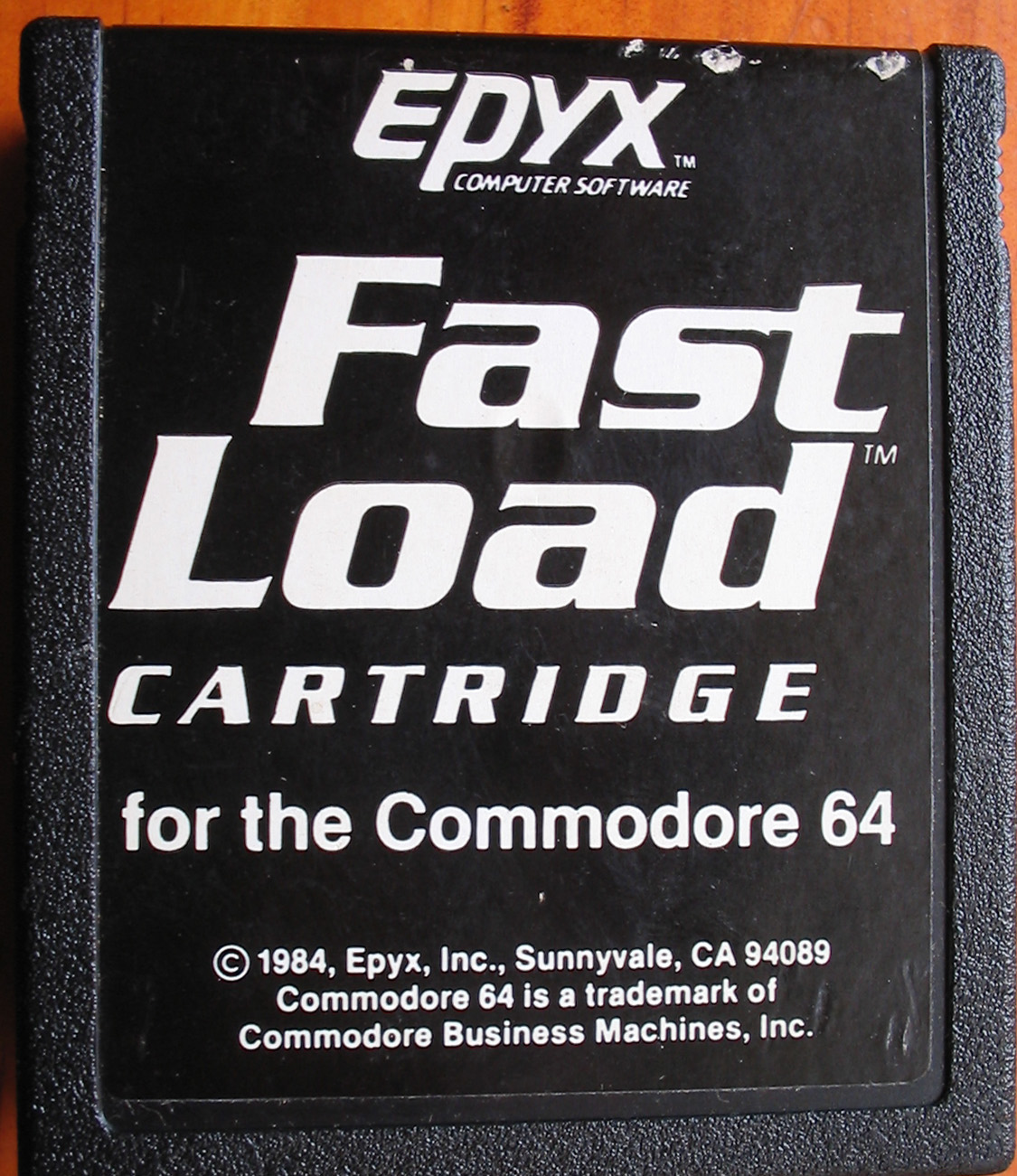
El cartucho Epyx Fast Load fue un éxito de ventas para el C64.

El Epyx Fast Load es un cartucho fast loader para disquetera fabricado por la compañía de software Epyx en 1984 para la computadora doméstica Commodore 64. Fue programado por el empleado de Epyx Scott Nelson, quien fue originalmente un programador para Starpath y posteriormente diseñó el sistema de carga rápida Epyx Vorpal para los juegos de la compañía.

## Descripción
El Epyx Fast Load permite cargar programas desde la disquetera Commodore 1541 a 2.500 bytes por segundo, aproximadamente cinco veces más rápido que la velocidad normal. Desde que fue colocado en un cartucho, y por lo tanto proveía acceso instantáneo sin requerir ninguna modificación de hardware en la C64 o en la unidad de disco, el the Fast Load rápidamente se volvió un periférico muy popular entre los usuarios de la C64.
Además de acelerar el disco, el cartucho también provee una versión integrada del Commodore DOS Wedge. Esto reduce notablemente la cantidad de teclas que hay que pulsar para cargar o grabar archivos o realizar operaciones de disco, y hace al cartucho incluso más conveniente.
El Epyx Fast Load incorpora un monitor de código máquina. A pesar de que no incorpora un ensamblador, como sí traen muchos de los monitores "estándar" de C64, incluye una amplia gama de potentes herramientas de depuración. Éstas incluyen desensamblado, ejecución paso a paso y un reubicador automático de código máquina.
También se incluye un editor de disco en crudo en el cartucho, que muestra los datos sin procesar de los disquetes en el modo clásico de pantalla dividida hexadecimal+ASCII. Entre otras cosas, el editor de disco se puede usar para ingresar cheat codes y hacer el equivalente de la computadora doméstica al pirateo de ROM.
En el inusual caso que un software no trabaje con el Fast Load, el cartucho puede ser desactivado por medio de un menú de comandos, evitando de esta manera la necesidad de extraerlo físicamente y reinsertarlo.
Mientras que la versión original de 1984 del Fast Load no funciona con el sistema de emulación de disquetera SD2IEC, nuevas variantes del cartucho sí lo soportan.

## Recepción
En un análisis de tres cargadores rápidos para el Commodore 64, Ahoy! escribió que el Fast Load «es sorprendentemente transparente a todas las formas de protecciones de copia comerciales que hemos analizado... En términos de mayor conveniencia y velocidad, apostamos por él». Un análisis de 5 cargadores rápidos en Commodore Microcomputers encontró que «Fast Load se desempeñó bien durante las pruebas" y aprobó su facilidad de uso y documentación. Sin embargo, las tablas incluidas en el artículo muestran que el cartucho solo aceleró notablemente los tiempos de carga de cuatro de nueve juegos y aplicaciones, no beneficiando a los otros».